# Four
Four – miejscowość i gmina we Francji, w regionie Owernia-Rodan-Alpy, w departamencie Isère.
Według danych na rok 1990 gminę zamieszkiwały 733 osoby, a gęstość zaludnienia wynosiła 62 osób/km² (wśród 2880 gmin regionu Rodan-Alpy Four plasuje się na 957. miejscu pod względem liczby ludności, natomiast pod względem powierzchni na miejscu 989.).